# Onsen

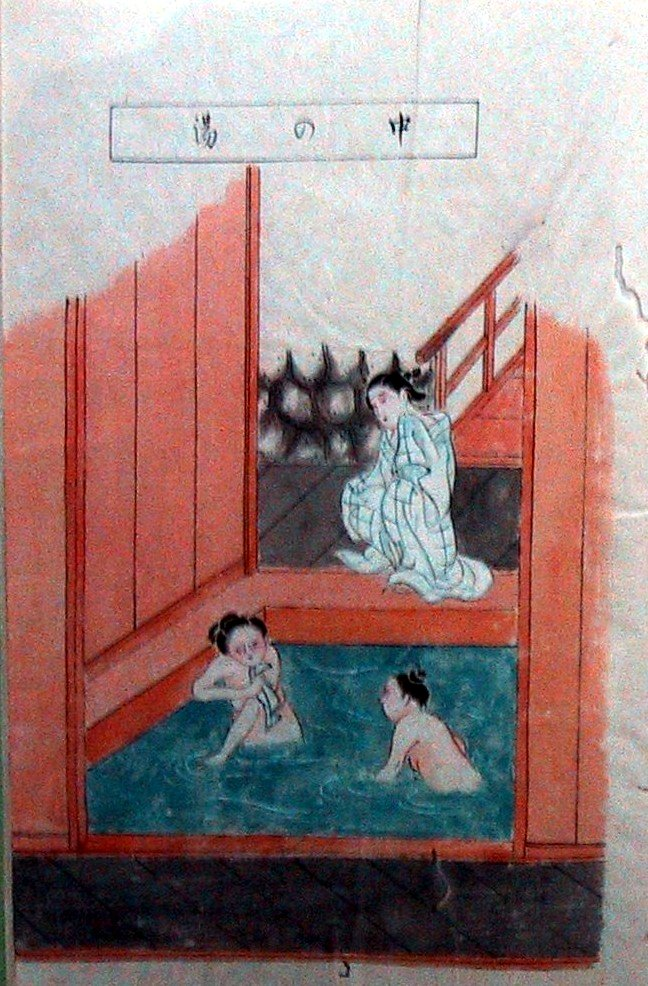
Gids naar Hakone uit 1811

Een onsen (Japans: 温泉) is een Japanse badgelegenheid met water uit een geiser. Japan is een vulkanisch actief land en er zijn daardoor duizenden onsen verspreid over het hele land. Oorspronkelijk was een onsen een openbaar bad, de baden hebben  vooral een aantrekkingskracht op Japanse toeristen. Een onsen ligt vaak buiten de stad en biedt de mogelijkheid het hectische stadsleven te ontvluchten en gezamenlijk te ontspannen.
Onsen zijn er in vele soorten zoals de openlucht- (露天風呂, rotenburo) en binnenshuis- (野天風呂, notenburo)baden. Een onsen kan openbaar zijn, beheerd door een gemeente, of deel uitmaken van een hotel, ryokan of minshuku.
Op de Japanse televisie zijn vaak programma's waarbij een onsen wordt bezocht, de vrouw van de eigenaar (女将さん, okami-san) wordt geïnterviewd en de lokale gerechten worden gegeten.

## Inleiding

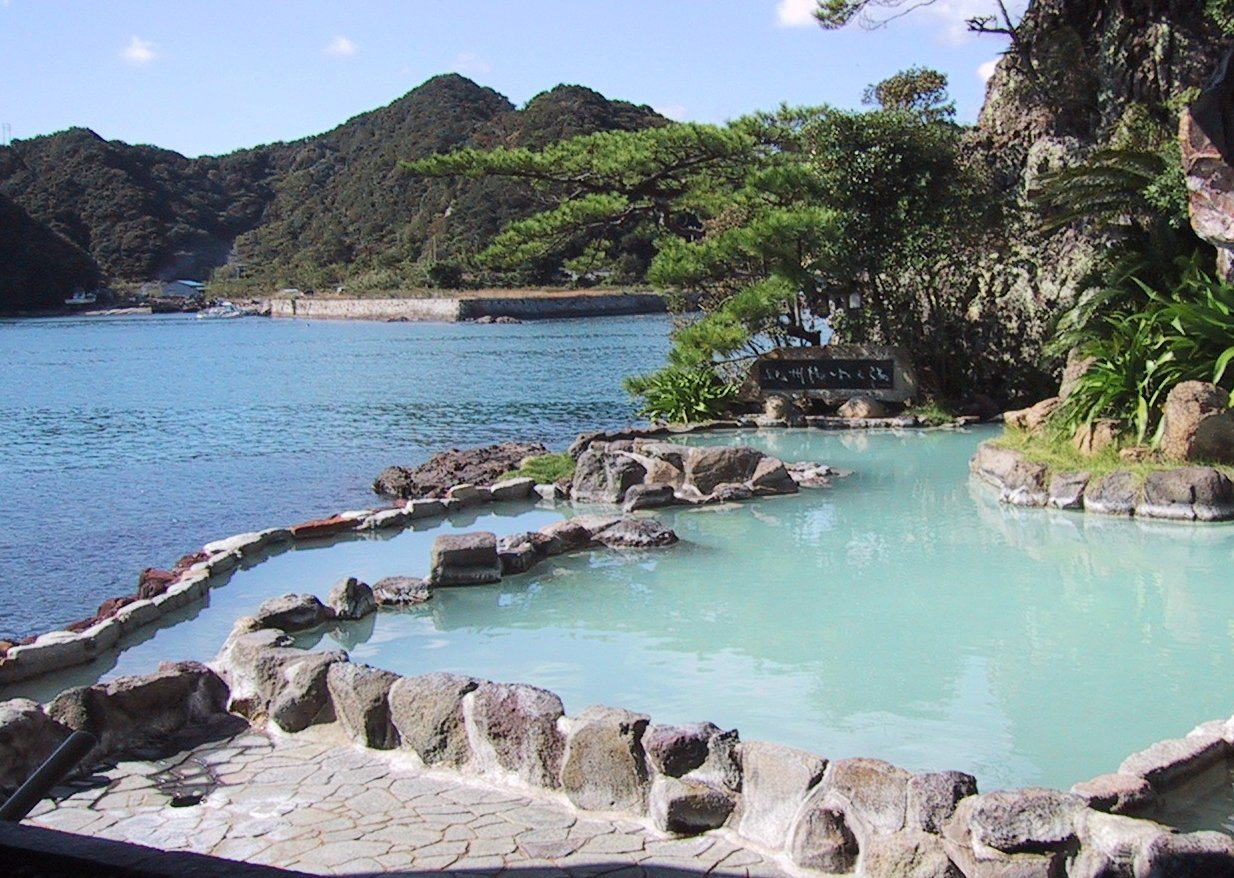
Openlucht-onsen op het eiland Nakanoshima in Nachikatsuura

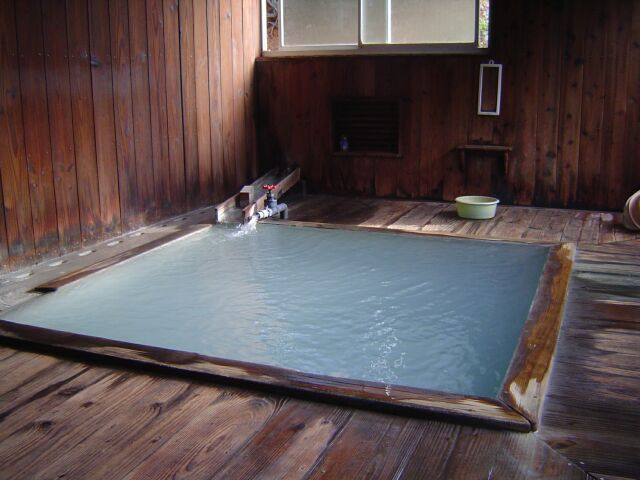
Binnenshuis-onsen in Ofuka

Onsen zijn traditioneel buitenshuis, al hebben veel overnachtingsgelegenheden tegenwoordig ook een overdekt bad. Per definitie wordt in een onsen water gebruikt uit een geiser, dus geothermisch verwarmd. Daarin onderscheidt een onsen zich van een sentō, een openbaar badhuis waar de baden gevuld zijn met kraanwater. De grote onsen in hotels hebben vaak een breed scala aan baden met kunstmatige watervallen.
Men gelooft dat het water in een onsen een genezende werking heeft door de mineralen die er in zijn opgelost. Een onsen kan daardoor bestaan uit meerdere baden, elk met water met andere mineralen.
De baden in de open lucht zijn vaak gemaakt van Japanse cipres, marmer of graniet.
Vele baders komen slechts een uur weken in het water. Eten, vooral van streekgerechten, speelt ook een grote rol in de aantrekkingskracht van een bepaalde onsen. Andere aanvullende diensten, zoals massage, komen wel voor, maar zijn niet gebruikelijk.
Mannen en vrouwen baden traditioneel samen in een onsen, net als in de sentō. Geleidelijk zijn gescheiden baden de meest voorkomende vorm geworden onder invloed van westerse gewoonten. Gemengde baden komen vooral nog voor in onsen ver van de grote steden, al zijn daar ook vaak uren waarin de seksen gescheiden kunnen baden. Kinderen kunnen ongeacht hun sekse zowel met hun vader als moeder mee.

## Etiquette

### Garanties voor reinheid
In een onsen, net als in een sentō, wassen de gasten hun lichaam grondig voordat ze het warme water ingaan. Overdekte onsen hebben vaak kranen met losse douchekop en krukjes om op te zitten tijdens het douchen en het wassen van de haren. De onsen ingaan terwijl men nog vies is of niet alle zeep heeft afgespoeld is onaangenaam voor de andere gasten en kan zelfs leiden tot een stevig protest. Het absolute minimum is het gebruik van een emmertje om water over de genitaliën en voeten te spoelen, ook al is dit slechts een symbolische reiniging.

### Badkleding
Traditionele onsen op het platteland staan badkleding in de baden niet toe, met als argument dat de reinheid daardoor moeilijker te garanderen is. Enkele moderne onsen in de grote steden moedigen het gebruik van badkleding juist aan, vooral in de gemengde baden.

### Handdoeken
Gasten van een onsen brengen vaak een kleine handdoek mee die ook als washand wordt gebruikt. Bij een verplaatsing van het ene naar het andere bad wordt hiermee ook de schaamstreek bedekt. Het in de onsen dopen van dit handdoekje wordt niet gewaardeerd en soms expliciet verboden. Dit handdoekje blijft dus naast het bad, al leggen sommige mensen de opgevouwen handdoek op hun hoofd.

### Lawaai
Een onsen is in het algemeen een plaats om het hectische leven even achter je te laten en de sfeer is daarom rustig. Gesprekken tussen baders zijn wel normaal. Tegenover kinderen is men echter vrij tolerant en begripvol als ze hun energie even kwijt moeten.

## Infecties
Hoewel jaarlijks miljoenen Japanners baden in een onsen zonder nadelige gevolgen, is er enige zorg dat de combinatie van warmte en vocht kan leiden tot overdracht van infecties, zoals
- Zwemmerseczeem.
- De Naegleria fowler amoebe leeft in alle warm water en grond in de wereld en kan hersenvliesontsteking veroorzaken.[2][3]
- De Acanthamoebe kan zich, volgens de Amerikaanse Centers for Disease Control and Prevention ook verspreiden via warme bronnen.[4]
- Legionella is een bacterie die zich via warme bronnen heeft verspreid.[5][6]

## Uitsluiting van bezoekers
De laatste jaren is er enige discussie ontstaan over onsen die buitenlanders de toegang weigeren. Het onderwerp trok veel aandacht in februari 2001, toen de tot Japanner genaturaliseerde Amerikaan Debito Arudou en twee medestanders de Yunohana Onsen in Otaru, Hokkaido, aanklaagden voor rassendiscriminatie. In november 2002 verloor de Yunohana Onsen deze rechtszaak.

## Een selectie van onsen

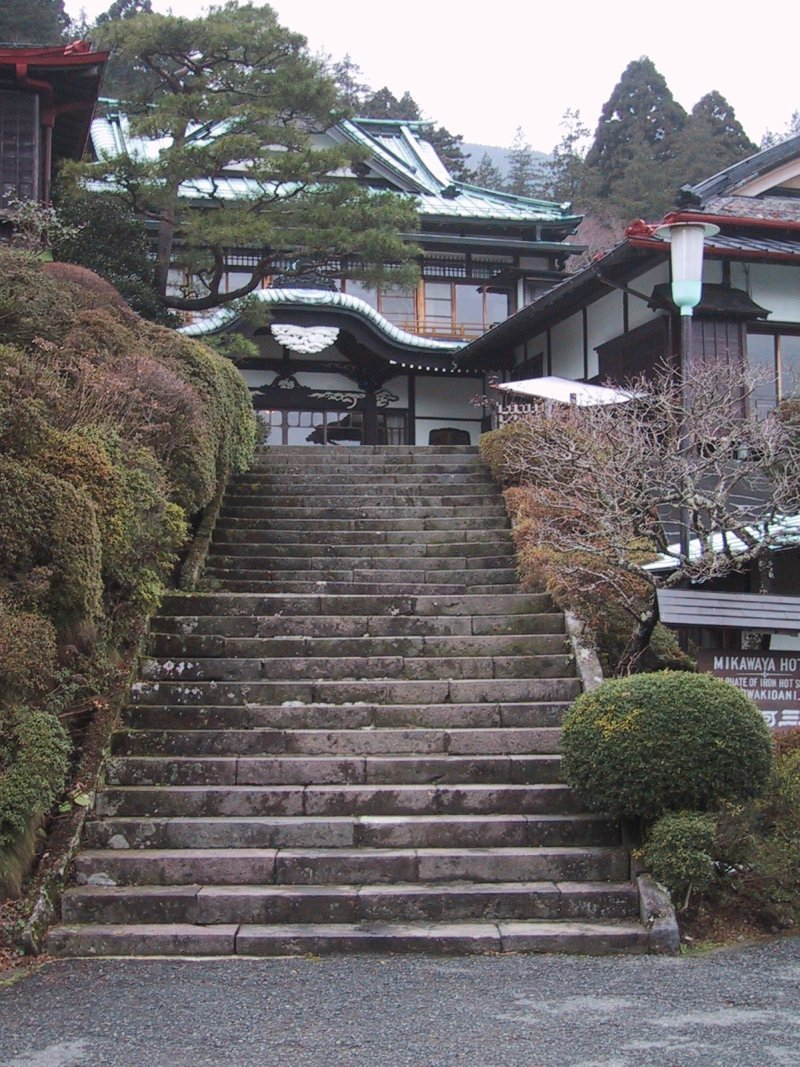
Oude onsen in Hakone

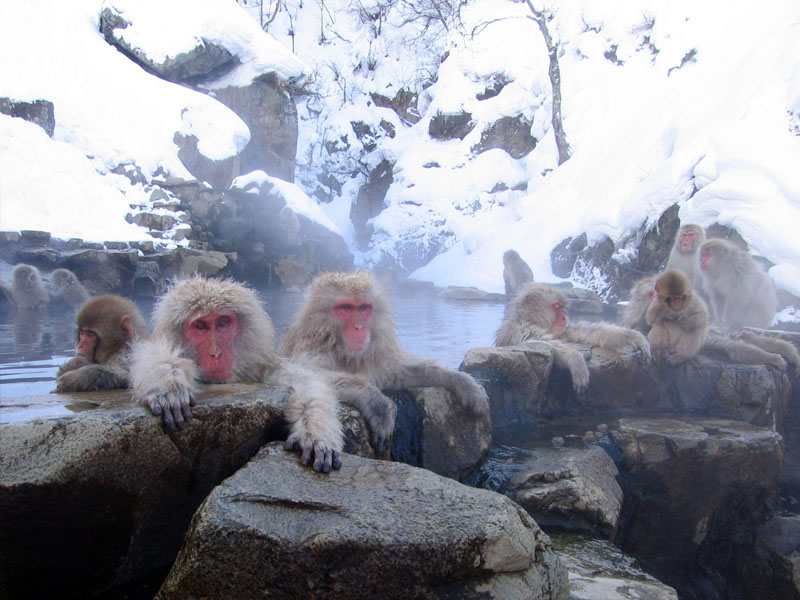
Makaken in een onsen in Nagano

- Sabakoyu Onsen, Fukushima, de oudste gemeentelijke onsen in Japan
- Senami, Niigata
- Iwamuro, Niigata beroemde onsen sinds de Edo-periode
- Hakone, Kanagawa beroemde onsen resort stad bij Tokio
- Atami, Shizuoka belangrijkste onsen resort stad bij Tokio
- Jigokudani, Nagano
- Shirahama, Wakayama
- Beppu, Ōita bekend door de veelkleurige baden
- Kumamoto, Kumamoto

Naast de onsen kent men nog ashiyu's. Dit zijn in steden aangelegde openbare voetenbaden gevuld met geothermisch bronwater.